# Eksplozja w Lagos (2002)
Eksplozja w Lagos – eksplozja w nigeryjskim mieście Lagos. Miała miejsce 27 stycznia 2002 roku. Kilkakrotnie zanotowano wówczas wybuchy podziemnego magazynu amunicji, a w efekcie zginęło ponad 1000 osób.
Eksplozja była wynikiem pożaru, jaki wybuchł na targowisku w pobliżu koszar, na terenie których znajdował się arsenał. Składowana na terenie arsenału amunicja wielkokalibrowa eksplodowała, niszcząc zarówno liczne budynki na terenie koszar, jak i targowisko, stojący w pobliżu kościół oraz liczne zabudowania mieszkalne. Pobliski szpital został uszkodzony. Amunicja wybuchała przez całą noc. Siła pierwszej eksplozji była tak duża, że wybiła szyby w promieniu 15 kilometrów. Walące się budynki i spadające szkło były dodatkową przyczyną znacznej liczby ofiar. Czerwony Krzyż wskazał, że część ofiar utonęła w kanale, podczas ucieczki z obszaru objętego eksplozjami. Kanał był zarośnięty hiacyntem wodnym i wiele osób nie zauważyło go w ciemnościach. Wiele dzieci zostało stratowanych.